# Klais guimeti
Klais guimeti là một loài chim trong họ Chim ruồi.